# San Fernando (município)
San Fernando é um partido (município) da província de Buenos Aires, na Argentina. Possuía, de acordo com estimativa de 2019, 173.904 habitantes.